# 199
199 là một năm trong lịch Julius. 

## Mất
- Công Tôn Toản, tướng và là lãnh chúa quân phiệt thời Tam Quốc
- Lữ Bố, tướng lãnh nổi tiếng cuối thời Đông Hán thời Tam Quốc